# Sint-Martinuskerk (Utrecht)

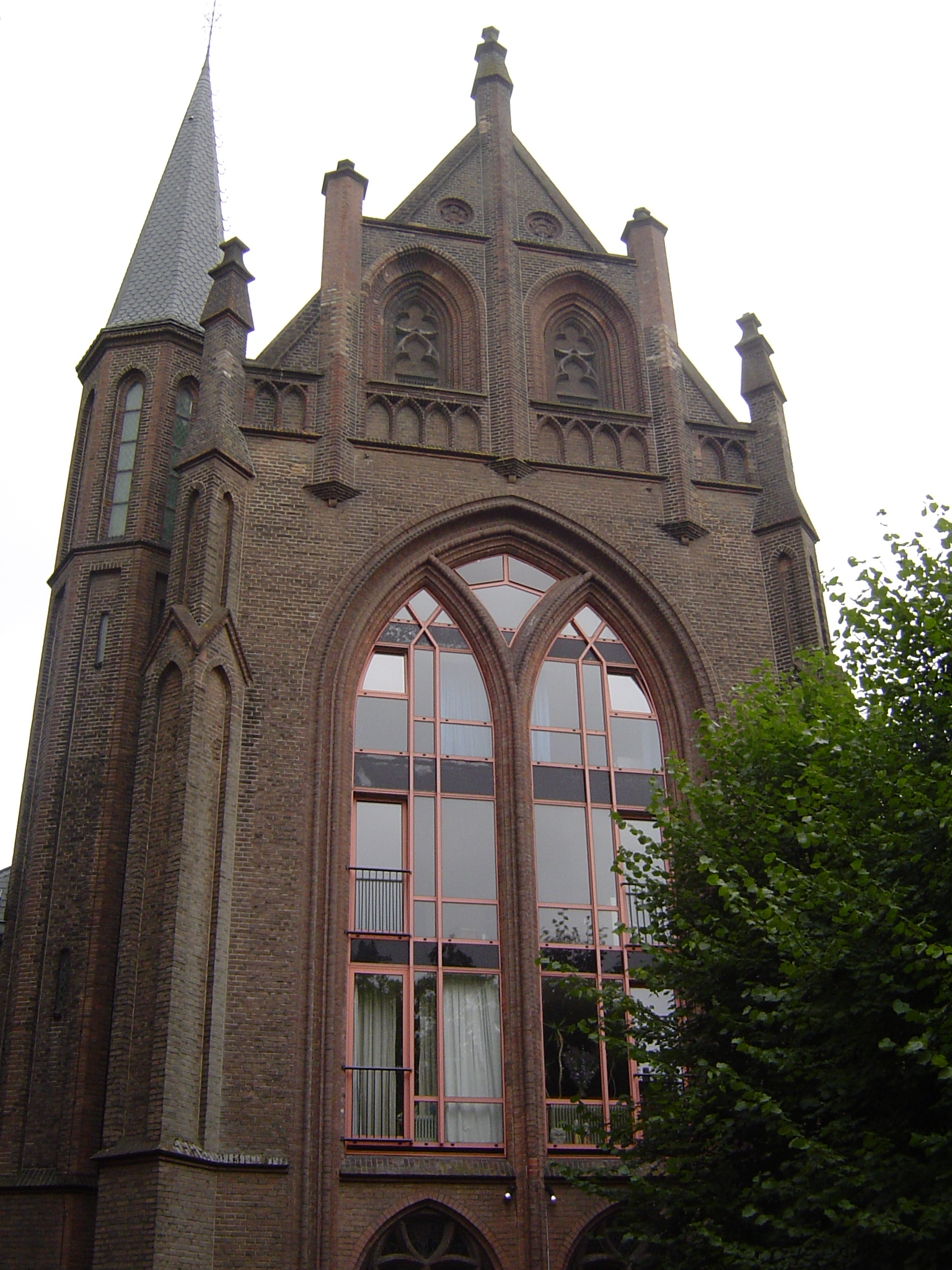
Sint-Martinuskerk (Utrecht)

Die Sint-Martinuskerk ist eine ehemalige römisch-katholische Kirche an der Oudegracht in der südlichen Innenstadt von Utrecht in den Niederlanden. Das neugotische Gebäude wurde in den 1980er Jahren zu einer Wohnanlage umgebaut.

## Geschichte
Die Kirche an der Utrechter Oudegracht wurde in den Jahren 1899 bis 1901 von dem niederländischen Architekten Alfred Tepe errichtet. Wegen rückläufiger Gottesdienstbesucherzahlen und der großen Nähe zur St.-Katharinen-Kathedrale wurde St. Martin im Jahr 1974 profaniert. Danach stand sie jahrelang leer und wurde als Kulisse für eine niederländische Fernsehreihe genutzt. Ein Verkauf des Kirchengebäudes an eventuelle Nutzer kam lange nicht zustande, da die Kirchengemeinde auf dem Erhalt der alten, denkmalgeschützten Bausubstanz bestand. In den 1980er Jahren erwarb der niederländische Architekt Dolf de Maar die Kirche und plante sie so um, dass darin 29 Wohnungen Platz fanden, die als Eigentumswohnungen verkauft wurden. 
Die neugotische Inneneinrichtung der Kirche wurde nach Schließung der Kirche an die Kirche in Loo veräußert, die auch von Tepe entworfen worden war. Der Altar fand seinen neuen Platz in der Hauskapelle des 2010 geschlossenen Diözesan-Priesterseminars Ariënskonvikt. Die Glasmalereien der Fenster gingen an die St. Martinskirche in Makkum.

## Umgebung
Auf dem Platz vor der Kirche steht seit 1948 ein Reiterstandbild des heiligen Martin von Albert Termote als Erinnerung an den Zweiten Weltkrieg. Am Platz befindet sich das ehemalige Pfarrhaus aus der Bauzeit der Kirche sowie ein überdachter Fahrradstellplatz aus dem Jahre 1948.